# Ötztaler Gletscherstraße

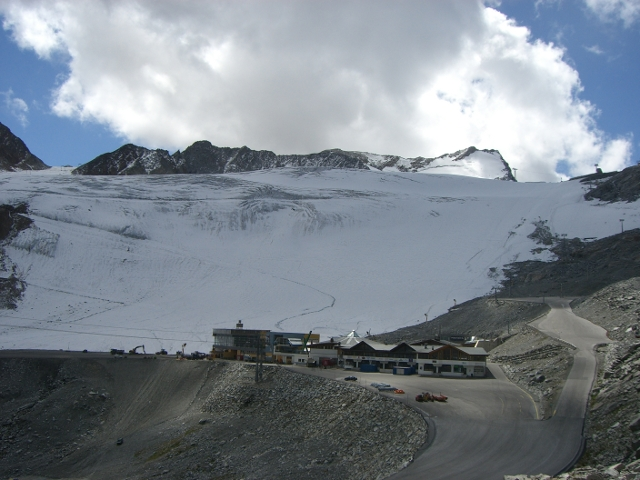
Ötztaler Gletscherstraße

De Ötztal Gletscherstraße is een Oostenrijkse weg in de deelstaat Tirol. De weg begint in Sölden in het Ötztal, waar de weg zich afsplitst van de hoofdweg door dit dal, de Ötztalstraße (B186).
De weg voert naar de Ötztaler gletsjers Rettenbachferner en Tiefenbachferner. Het deel van de weg dat voert naar de Tiefenbachferner verloopt door de hoogstgelegen tunnel van Europa. Aan het eind van deze tunnel bereikt de weg op een hoogte van 2829 meter het hoogstgelegen geasfalteerde punt van Oostenrijk. Deze weg is in de zomermaanden opengesteld voor gemotoriseerd verkeer; uitsluitend personenauto's en motoren. Caravans en aanhangwagens zijn niet toegestaan.